# G. Love & Special Sauce

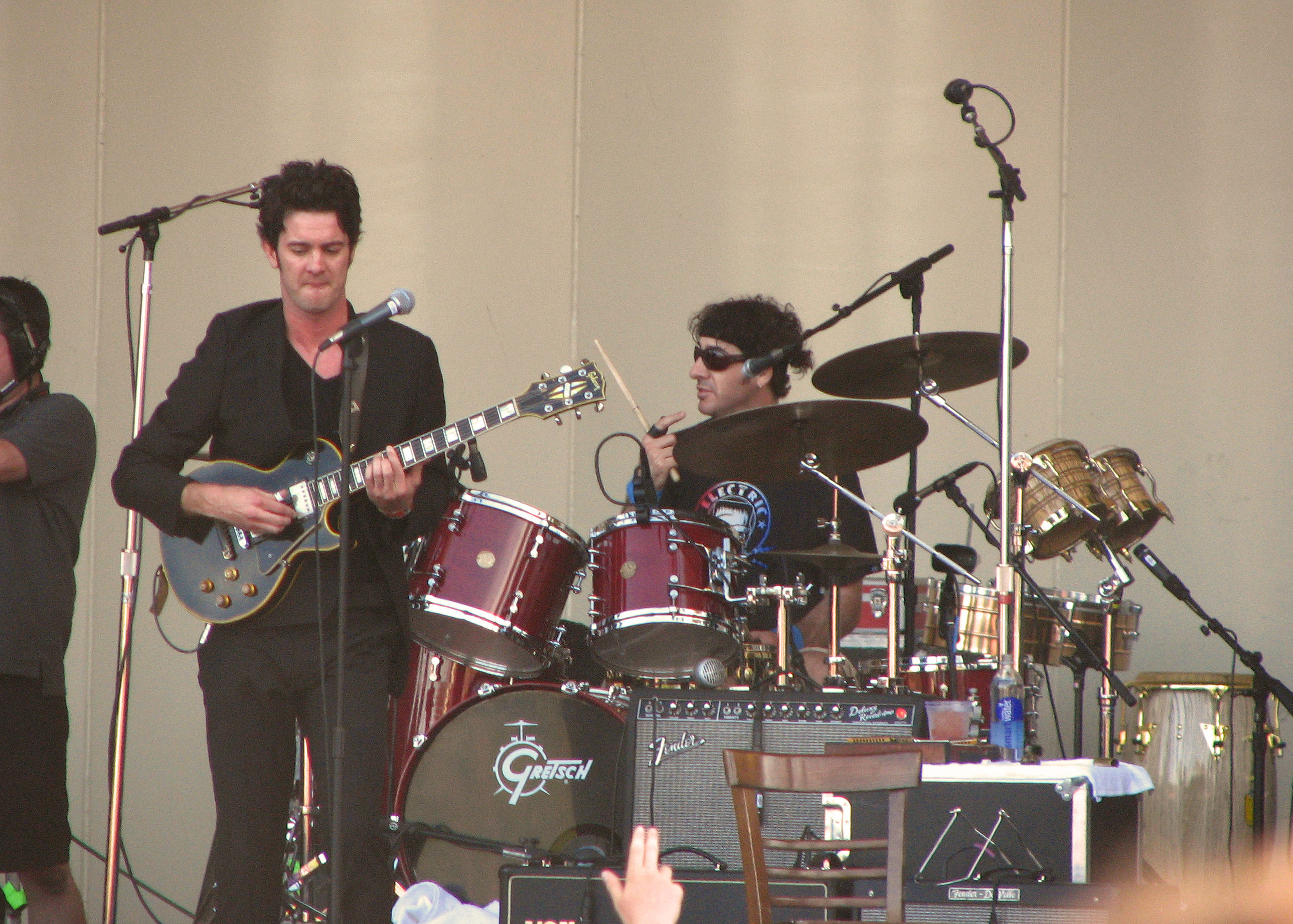
G. Love & Special Sauce (2007)

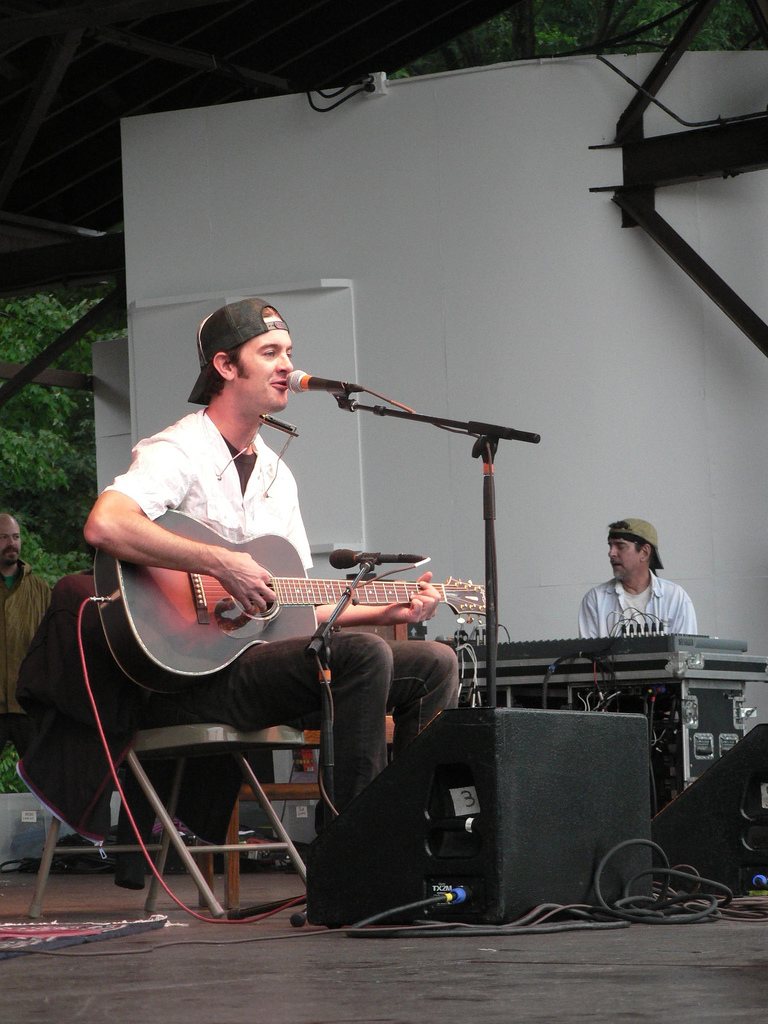
G. Love & Special Sauce (2007)

G. Love & Special Sauce ist eine Band aus Philadelphia, Pennsylvania.

## Geschichte
Das Trio entstand 1992 und ist für seinen einzigartig lockeren und lässigen Blues-Klang bekannt, der klassisches R&B und Rap vereinigt.
Das Trio veröffentlichte sein erstes Album, dessen Titel gleichnamig mit der Band ist, 1994 bei Okeh / Epic Records, einer Tochtergesellschaft Sony Musics. Durch die Single Cold Beverage, die oft auf MTV ausgestrahlt wurde, erhielt das Album beinahe Gold. Diesen Erfolg nutzte die Band aus und begann eine weitreichende Tournee.
1995 veröffentlichten sie ihr zweites Album, Coast to Coast Motel. Obwohl es sich nicht so gut wie das erste Album verkaufte, hielten viele Kritiker es für das Bessere der beiden veröffentlichten Alben.
Auf der Tournee, die dann folgte, löste sich die Band wegen eines Streits um Geld fast auf. Doch die Band entschied sich dann für eine Pause und die drei Mitglieder gingen ihre eigenen Wege. Sie arbeiteten an verschiedenen Projekten.
Im Oktober 1997 hatte sich die Band wieder versöhnt und veröffentlichte das dritte Album mit dem Namen Yeah, It’s That Easy, das die eigenen Projekte der Mitglieder während der Pause zeigte. Außerdem waren auf dem Album erstmals Kooperationen mit anderen Künstlern und Bands zu hören (z. B. All Fellas Band, Philly Cartel, King’s Court, und Dr. John).
Kurz nachdem die Band von einer Tournee 1999 nach Philadelphia zurückgekehrt war, veröffentlichte sie ihr viertes Album, Philadelphonic. 2001 folgte dann Electric Mile, ein Album, das den weitreichenden Einfluss von Hip-Hop, Funk und Blues und Soul in gleichem Maße aufzeigte. Es folgte wie immer eine umfangreiche Tournee.
2004 entstand The Hustle. Dieses Album lockerte den Stil von G. Love and Special Sauce auf. Es zeigte eine starke Veränderung zu den vorherigen Werken auf. The Hustle war auch das erste Album, das unter Jack Johnsons Label Brushfire Records veröffentlicht wurde. Diese sind seit Philadelphonic gute Freunde, wo Jack Johnson einen Gastauftritt hatte.
G. Love and Special Sauce tourten 2004 mit Jack Johnson und Donavon Frankenreiter. Das Trio nahm eine Live-EP auf.
Im Sommer 2005 trat die Band in einem Coca-Cola-Werbespot mit einer eigenen Version des Coca-Cola-Werbesongs I’d Like to Teach the World to Sing auf.
Das 2006 erschienene Album Lemonade war u. a. von Reggae beeinflusst. Erstmals fehlte die Special Sauce im Titel, da Prescott und Clemens nicht an jedem Lied beteiligt waren, dafür tauchten jede Menge andere Gastmusiker auf, u. a. abermals Johnson und Ben Harper.

## Besetzung
- Garrett Dutton a.k.a. G. Love (Gesang/Gitarre/Mundharmonika)
- Jimi Prescott a.k.a. Jimi Jazz (Kontrabass)
- Jeffrey Clemens a.k.a. Houseman (Schlagzeug)

Ehemalige Mitglieder:
- Mark Boyce (Piano)
- Timo Shanko (Kontrabass, E-Bass & Saxophon)

## Diskografie

### Alben
- 1993: Back in the Day
- 1994: G. Love and Special Sauce (US: Gold)[2]
- 1995: Coast to Coast Motel
- 1997: Yeah, It’s That Easy
- 1999: Philadelphonic
- 2001: Electric Mile
- 2002: The Best of G. Love and Special Sauce
- 2004: The Hustle
- 2006: Lemonade (Soloalbum G. Loves, da Prescott und Clemens bei nur etwa der Hälfte der Titel beteiligt sind)
- 2007: Year and a Night with G. Love and Special Sauce
- 2008: Superhero Brother
- 2009: Long Way Down
- 2011: Fixin’ to Die
- 2014: Sugar

### Singles
- 1994: Blues Music
- 1999: Rodeo Clowns
- 2004: Astronaut
- 2006: Hot Cookin’

### EPs
- 2005: Some Live Songs EP (mit Jack Johnson, Matt Costa, Donavon Frankenreiter & Zach Gill von ALO)
- 2007: Kickin Back EP

### Kompilationen/Soundtracks
- 1995: Tonnage
- 1996: The Box Presents Big Ones...Volume 1
- 1996: Tonnage 2: A Compilation
- 1999: Woodstock ’99
- 1999: Muppets from Space
- 2000: Woodstock ’99 Vol. 2: Blue Album
- 2000: Whipped
- 2003: Thicker Than Water
- 2004: The September Sessions
- 2005: Look at the Love We Found: A Tribute to Sublime
- 2006: Brushfire Records Winter 2006 Music Sampler (mit Jack Johnson, Matt Costa, ALO & Money Mark)

## Filmografie

### DVD
- 2007: Year and a Night with G. Love and Special Sauce (Dokumentation)